# Kaplica cmentarna w Ligocie Dolnej
Kaplica cmentarna w Ligocie Dolnej – Ewangelicka kaplica cmentarna, znajdująca się we wsi Ligota Dolna koło Kluczborka, należąca do parafii ewangelicko-augsburskiej w Kluczborku.

## Historia
Pierwsza wzmianka o kaplicy cmentarnej pochodzi z 1802 roku, obecna natomiast powstała w 1900 roku. Została wybudowana w stylu neogotyckim o czym świadczą widoczne również na zewnątrz okna. Wnętrze kaplicy jest bardzo skromne. Na wyposażenie jej składa się m.in.
- Ambona,
- Krzyż z figurą Jezusa.

Na belkach umieszczono cytaty w języku niemieckim z Pisma Świętego. 